# 康陵 (西夏)
康陵是中国西夏第七代皇帝襄宗李安全的陵墓。
康陵位于宁夏回族自治区银川市西40公里贺兰山东麓平吉堡的西夏王陵建築群內。據史料記載，1211年八月初五日，李安全崩，年四十二岁。在位六年。谥号敬穆皇帝，庙号襄宗，葬于康陵。依據昭穆次序推斷，可能是西夏王陵中的九號陵，但未有確切證據證實這一點。